# Sedlec-Prčice
Sedlec-Prčice – miasto w Czechach, w kraju środkowoczeskim. Powstało w roku 1957 z połączenia miejscowości Sedlec i Prčice.
Według danych z 31 grudnia 2003 powierzchnia miasta wynosiła 6 411 ha, a liczba jego mieszkańców 2 873 osób.

## Demografia
| Rok             | 1970  | 1980  | 1991  | 2001  | 2003  |
| --------------- | ----- | ----- | ----- | ----- | ----- |
| Liczba ludności | 3 569 | 3 403 | 3 202 | 2 946 | 2 873 |

Źródło: Czeski Urząd Statystyczny